# ソマリ語の文字

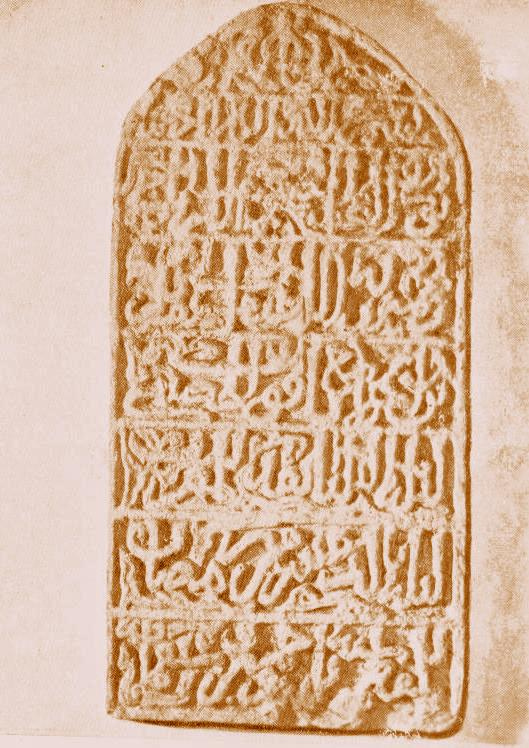
14世紀のワダード記法による石碑。

ソマリ語の文字（ソマリごのもじ）には多くの表記法が用いられた。この中で、最も広く使用されるソマリ語ラテン文字は最高革命評議会によって正式な表記法として 1972年10月に採用され、全国的な識字率運動を通して広まった。
20世紀以前はアラビア文字がソマリ語の表記に使用され、 多くの文学や行政上の資料がある
。多くのソマリ人のスルタンが記録を残すために使用した主要な文字だった。 20世紀に考案された表記法にはオスマニヤ文字、ボラマ文字、 カッダレ文字がある。

## ラテン文字

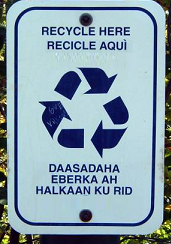
ソマリ語ラテン文字が併記されているミネアポリスのリサイクルについての標識.

ソマリ語ラテン文字、またはソマリ語アルファベットはソマリアの言語学者シャイア・ジャマ・アフメドによってソマリ語の為に考案され、p, v,zを除く英語アルファベットの全ての文字を使用し、21の子音と5の母音がある。ダイアクリティカルマークや他の特殊な符号は声門破裂音を表すアポストロフィを除いて使用しないが、語頭には現れない。加えて、DH, KH,SHの3つの二重音字がある. 声調、前舌母音と後舌母音の区別は表記されない。大文字は文の始まりと固有名詞で使用される。
多くの表記法を統一し、標準化するための試みが1920年代以降行われ、ソマリ語の筆記に使用する表記法についての議論が1960年から9年の間行われた。12人の言語学者が表記法の考案を命じられ、最終的にシャイア・ジャマ・アフメドの考案したソマリ語ラテン文字が採用され、彼は自ら表記法の小冊子や練習帳Af Soomaaliを発行した。彼は多くの人々がアラビア文字の使用に賛成したとしても、ラテン文字を使用する方が単純でソマリ語の全ての音に対応しており、すでに普及しているタイプライターなどの機械が使用でき、実用的であると主張した。新しい標準語を解説した小冊子は1972年10月10日にモガディシュのサッカースタジアムで公開された。

## アラビア文字
イタリア人やイギリス人の来る前には ソマリ人や宗教家らはアラビア語で記すか、ソマリ語をアラビア文字で音訳していた。後者はワダード記法と呼ばれ、32文字から成り、10文字は母音、22文字は子音を表す。
Bogumil Andrezewskiによれば、知識人は典礼アラビア語で記すことを好み、その使用はソマリ人の聖職者やその関係者に限定された。それにも関わらず、多くの歴史的な写本があり、主にイスラムの詩(カスィーダ)、物語、詠唱から成る。これらの中にはSheikh UwaysやSheikh Ismaaciil Faarahによる詩も含まれる。ソマリ語の現存する歴史的な文献は主にアラビア語の文書の翻訳からなる。

## オスマニヤ文字

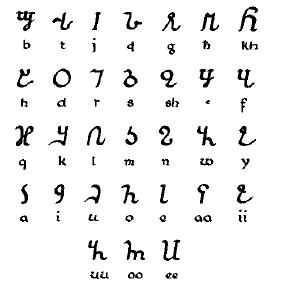
オスマニヤ文字は 最も普及したソマリ語独自の文字

オスマニヤ文字、またはソマリ文字 ("Far Soomaal")はソマリ語を筆記するために考案された文字。1920年から1922年の間にホビョ・スルターン国 (オビア)のスルターンであるユースフ・アリー・ケーナディートの息子で、マジェルテーン族のイスマーン・ユースフ・ケーナディートによって音声学的に洗練された文字としてソマリ語の正書法を確立する運動で考案された。

## ボラマ文字
ボラマ文字 (ガダブールシ文字) は1933年頃にガダブールシ族のAbdurahman Sheikh Nuurによって考案された。 オスマニヤ文字ほどは知られなかったが主にカスィーダから成る著名な文学作品を生み出した。非常に正確な音声表記法であり、ボラマ文字は彼と生まれ故郷であるボラマの関係者により使用された。

## カッダレ文字
カッダレ文字は1952年にアブガール族のHussein Sheikh Ahmed Kaddareによって考案された。 音声学的に堅固な表記法であり、評価した専門委員会はソマリ語の筆記のための正確な正書法だと一致した。いくつかのカッダレ文字はオスマニヤ文字の他、ブラフミー文字に類似している。